# 双芳洞駅
双芳洞駅（サンバンドンえき、朝鮮語: 쌍방동역）は朝鮮民主主義人民共和国慈江道城干郡にある駅で、満浦線に属する。 

## 隣の駅
満浦線
花岩駅 - 双芳洞駅 - 中城干駅